# Zonsverduistering van 3 september 2081

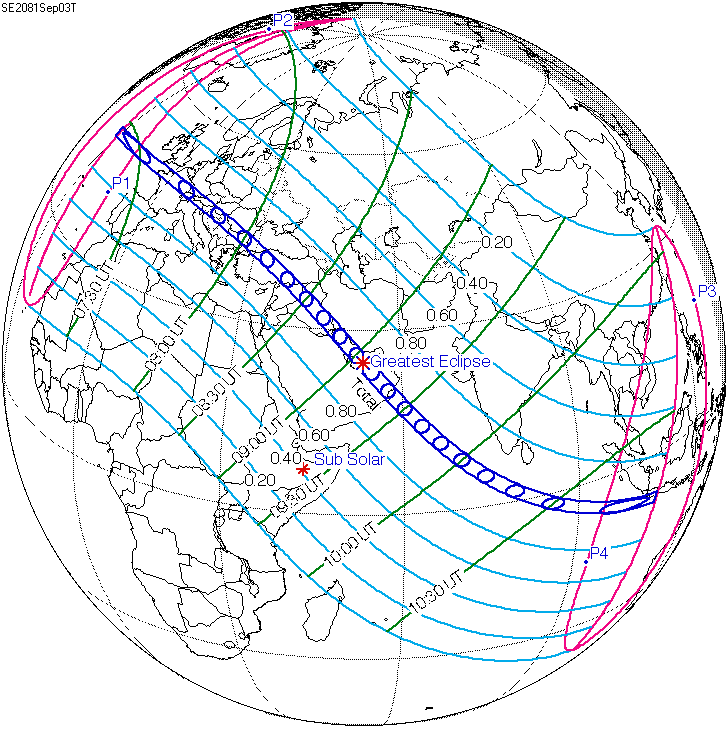
De zonsverduistering is te zien tussen de blauwe lijnen.

De totale zonsverduistering van 3 september 2081 trekt veel over zee, maar is achtereenvolgens te zien in deze 25 landen : Frankrijk, Zwitserland, Duitsland, Liechtenstein, Oostenrijk, Italië, Slovenië, Kroatië, Bosnië en Herzegovina, Hongarije, Servië, Roemenië, Bulgarije, Turkije, Syrië, Irak, Iran, Koeweit, Saoedi Arabië, Bahrein, Qatar, Verenigde Arabische Emiraten, Oman, Malediven en Indonesië.

## Lengte

### Maximum
Het punt met maximale totaliteit ligt in de Perzische Golf voor de kust van de Verenigde Arabische Emiraten op coördinatenpunt 24.626° Noord / 53.6505° Oost en duurt 5m33,0s.

### Limieten
| Fenomeen                    | Code | Tijdstip UTC |
| --------------------------- | ---- | ------------ |
| Eerste contact bijschaduw   | P1   | 06:31:32.4   |
| Eerste contact kernschaduw  | U1   | 07:26:54.0   |
| Kernschaduw compleet vanaf  | U2   | 07:29:57.8   |
| Bijschaduw compleet vanaf   | P2   | 08:32:06.7   |
| Maximum eclips              | GE   | 09:04:57.7   |
| Bijschaduw compleet t/m     | P3   | 09:38:13.2   |
| Kernschaduw compleet t/m    | U3   | 10:40:08.9   |
| Laatste contact kernschaduw | U4   | 10:43:12.8   |
| Laatste contact bijschaduw  | P4   | 11:38:30.1   |